# اللجنة الأولمبية الكويتية
اللجنة الأولمبية الكويتية (رمز اللجنة الأولمبية الدولية: KUW) تأسست عام 1957 وانضمت للجنة الدولية الأولمبية في 9 مايو 1966.

## التأسيس
أسست اللجنة الأولمبية الكويتية في شهر مايو 1957، وكان ذلك للحاجة من وجود لجنة عليا ترعى الرياضة وتنظم شئونها. وإثر ذلك عقدت الاتحادات الرياضية لألعاب كرة القدم والسلة والطائرة وألعاب القوى والدراجات اجتماعاً لتأسيس اللجنة الأولمبية على أن يتم انتخاب أعضاء هذة اللجنة ممثلون عن الاتحادات الرياضية، وتم انتخاب أول مجلس للجنة المكون من:
- جاسم القطامي - رئيسا
- عيسى الحمد - أمينا للسر
- يوسف الغانم - أمينا للصندوق
- على زكريا
- مهلهل المضف
- عبد العزيز الصرعاوي

استمر المجلس في أعماله حتى ايقاف النشاط الرياضى بالبلاد في فبراير 1959. وبعد استئناف النشاط الرياضى وعودة اشهار اندية واتحادات جديدة. أعيد تشكيل اللجنة الأولمبية في شهر أبريل عام 1962.

## إيقاف النشاط الأولمبي
أصدرت اللجنة الأولمبية الدولية في يناير 2010 قرار إيقاف اللجنة الأولمبية الكويتية نظراً لتدخل الدولة في شؤونها. وجاء في بيان اللجنة الأولمبية الدولية: «قررت اللجنة التنفيذية باللجنة الأولمبية الدولية تعليق عمل اللجنة الأولمبية الكويتية بعد التدخل السياسي من قبل الحكومة الكويتية في الحركة الرياضية الكويتية... يهدف هذا القرار، الذي اتُخذ وفقاً لبنود الميثاق الأولمبي، إلى حماية الحركة الأولمبية في الكويت، ويسري من يناير 2010».
و يشمل قرار الإيقاف على منع لاعبي ومسؤولي الكويت من المشاركة في دورات الألعاب الأولمبية والاجتماعات الأولمبية، وكذلك يحرم اللجنة الأولمبية الكويتية من أي تمويل أولمبي.